# Crema (Lombardei)
Crema (deutsch veraltet: Krem) ist eine Stadt mit 33.933 Einwohnern (Stand 31. Dezember 2023) in der norditalienischen Region Lombardei und gehört zur Provinz Cremona. Crema liegt etwa 40 Kilometer südöstlich von Mailand und ist Sitz des katholischen Bistums Crema.

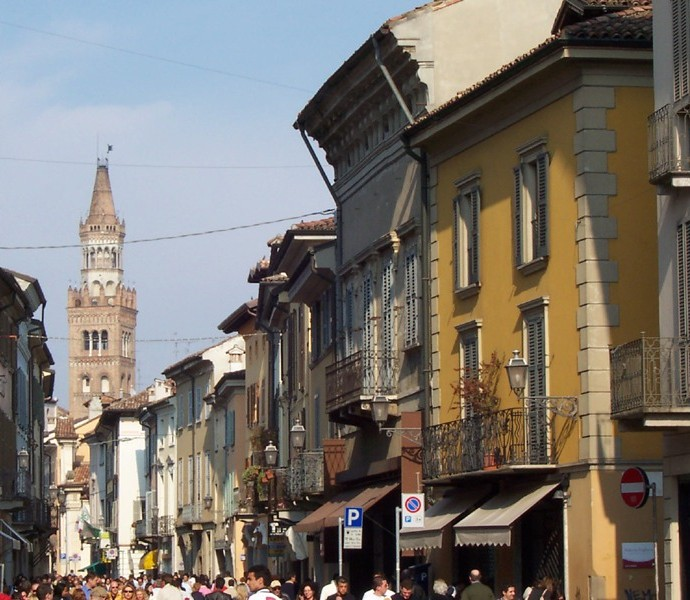
Stadtzentrum

## Ortsteile
Im Gemeindegebiet liegen neben dem Hauptort die Fraktionen Santa Maria dei Mosi, Santo Stefano in Vairano, Torre di Sopra Santa Maria und Vergonzana sowie die Wohnplätze Cascina Dossena, Cascinetto, Garzide di Sotto, Pozzo und Stati Uniti-Ceriola.

## Geschichte
Crema wurde seit 1098 von den Bischöfen von Cremona verwaltet, verbündete sich aber zu Beginn des 12. Jahrhunderts mit Mailand gegen Cremona und wurde 1159 von Friedrich I. Barbarossa erobert und zerstört. Von 1449 bis 1797 gehörte Crema zur Republik Venedig.

## Sehenswürdigkeiten
Zu den Sehenswürdigkeiten der Stadt zählen u. a.:
- Der Dom Santa Maria Assunta im Stil der Gotik aus den Jahren 1284–1341
- Das Rathaus (Palazzo del Comune) im Stil der Renaissance aus dem 16. Jahrhundert mit einem Turm aus dem 17. Jahrhundert
- Die Paläste Palazzo Pretorio und Palazzo Vescovile aus dem 16. Jahrhundert

Außerhalb liegt die Kirche Santa Maria della Croce aus der gleichen Zeit.

## Kulinarische Traditionen
Die Torta Bertolina (auch nur Bertolina) ist ein Kuchen aus Crema. Seine Ursprünge sind nicht ganz klar, aber vermutlich stammen sie aus dem Jahr 1800. Der Kuchen hat eine runde Form. Er ist goldbraun und riecht nach amerikanischen Trauben (oft der Sorte Concord), die den Hauptbestandteil ausmachen. Die Kruste hat einige Löcher und ist nicht einförmig. Die ersten Informationen über die Nutzung der amerikanischen Trauben stammen aus dem 19. Jahrhundert. Jedes Jahr, im September, wird das Bertolinafest in Crema gefeiert.
Die Spongarda ist eine Torte aus Crema. Einige Konditoreien haben sich 2009 zur „Congrega della Spongarda“ zusammengetan. Der Name leitet sich vom lateinischen Wort „spongia“ (Schwamm) ab.
Der Name Spongarda selbst ist seit 1755 dokumentiert. Die erste Zubereitung der Rezeptur als weicher und leichter Kuchen ist für ein Bankett im Jahre 1526 nachgewiesen. Die Spongarda ist ein flacher Kuchen aus einem kompakten Teig. Der Kuchen wird aus Mehl, Zucker, Butter, Honig, Zimt, Gewürzen und einer Füllung aus Mandeln, Nüssen, Trauben und kandierten Früchten zubereitet.
Die Treccia d’oro ist ein Kuchen, der aus Hefeteig mit kandierten Früchten und Obst besteht. Die Treccia d’oro stammt aus den Jahren 1937/38, als sie vom Konditor Zironda auf der Messe von Padua präsentiert wurde. Anschließend eröffnete dieser seine eigene Konditorei, in der Vittorio Maccalli als Lehrling begann. Als der Besitzer sich zurückzog, setzte Macalli die Herstellung in seinem Geschäft auf dem Garibaldi-Platz in Crema fort. Die Region Lombardei anerkennt die Treccia d’oro als hausgemachtes Produkt der Stadt Crema.
Der Mostaccino ist ein scharfes Dessert aus Gebäck.

## In der Populärkultur
Das oscarprämierte Filmdrama Call Me by Your Name (2017) des Regisseurs Luca Guadagnino (der selbst in Crema lebt) wurde weitgehend in Crema und seiner direkten Umgebung gedreht. Der Erfolg des Filmes brachte dem touristisch im Vergleich zu anderen Gegenden Norditaliens weniger erschlossenen Ort zumindest kurzzeitig einen touristischen Aufschwung.

## Städtepartnerschaften
- Seit 2001 existiert eine Städtepartnerschaft mit der französischen Stadt Melun.

## Persönlichkeiten
- Gian Giacomo Trivulzio (1442–1518), Condottiere und Marschall von Frankreich
- Agostino Fonduli (um 1460–um 1522), Bildhauer und Architekt der lombardischen Renaissance
- Vincenzo Civerchio (um 1470–um 1544), Maler
- Giovanni Maria da Crema (1492–1550), Komponist und Lautenist
- Baldassare Bonifacio (1585–1659), Universalgelehrter und Bischof
- Francesco Cavalli (1602–1676), Komponist und Organist
- Giovanni Bottesini (1821–1889), Komponist und Kontrabassist
- Luigi Manini (1848–1936), Architekt, Maler und Bühnenbildner
- Alessandro Riboli (1887–1949), Organist und Komponist
- Mauro Bicicli (1935–2001), Fußballspieler des Grande Inter
- Giuseppe Severgnini (* 1956), Journalist und Schriftsteller
- Angelo Lameri (* 1961), Theologe
- Riccardo Ferri (* 1963), Fußballspieler
- Giovanni Cesare Pagazzi (* 1965), römisch-katholischer Geistlicher, Theologe und Kurienbeamter
- Alessio Tacchinardi (* 1975), Fußballspieler
- Jader Bignamini (* 1976), Dirigent
- Andrea Marcolongo (* 1987), Autorin und Journalistin
- Marta Arpini (* 1994), Jazzmusikerin
- Miriam Vece (* 1997), Radsportlerin
- Alessandro Plizzari (* 2000), Fußballspieler